# Enquanto o Mundo Gira
Enquanto o Mundo Gira é o sexto álbum de estúdio da banda brasileira de reggae Cidade Negra, lançado em 2000 pela Sony Music. O álbum foi produzido por Liminha, Chico Neves e o britânico Paul Ralphes, e traz composições de Herbert Vianna, Jorge Mautner e Nelson Motta.

## Faixas[3]
1. "Podes Crer" (Bino Farias, Lazão, Da Gama, Toni Garrido)
2. "Mandem" (Bino Farias, Lazão, Da Gama, Toni Garrido)
3. "Na Moral" (Bino Farias, Lazão, Da Gama, Toni Garrido)
4. "Enquanto o Mundo Gira" (Bino Farias, Lazão, Da Gama, Toni Garrido)
5. "Cidade Partida" (Bino Farias, Dulce Quental, Lazão, Da Gama, Toni Garrido)
6. "Chamando o Silêncio" (Bino Farias, Lazão, Da Gama, Toni Garrido, Zé Ramalho)
7. "Favela" (Bino Farias, Lazão, Da Gama, Toni Garrido)
8. "A Voz do Excluído" (Bino Farias, Lazão, Da Gama, Toni Garrido, MV Bill)
9. "Mobatalá" (Bino Farias, Lazão, Da Gama, Toni Garrido, Jorge Mautner)
10. "A Flecha e o Vulcão" (Bino Farias, Lazão, Da Gama, Toni Garrido)
11. "A Corda" (Bino Farias, Lazão, Da Gama, Toni Garrido)
12. "Soldado da Paz" (Herbert Viana)
13. "Cantando na Rua" (Bino Farias, Nelson Motta, Lazão, Da Gama, Toni Garrido)
14. "Estar Só" (Bino Farias, Bernardo Vilhena, Lazão, Da Gama, Toni Garrido)
15. "Palavras Cortam Mais Que Navalha" (Bino Farias, André Derizans, Lazão, Da Gama, Toni Garrido)